# Armando Maita (judoka)
Armando Maita (18 de enero de 1994) es un deportista venezolano que compite en judo. Ganó dos medallas de bronce en el Campeonato Panamericano de Judo, en los años 2013 y 2014.

## Palmarés internacional
| Campeonato Panamericano | Campeonato Panamericano | Campeonato Panamericano | Campeonato Panamericano |
| Año                     | Lugar                   | Medalla                 | Categoría               |
| ----------------------- | ----------------------- | ----------------------- | ----------------------- |
| 2013                    | San José (Costa Rica)   | Medalla de bronce       | –55 kg                  |
| 2014                    | Guayaquil (Ecuador)     | Medalla de bronce       | –55 kg                  |